# Holger Bauroth
Holger Bauroth (Suhl, 7 febbraio 1965) è un ex fondista tedesco.
Fino alla riunificazione della Germania (1990) gareggiò per la nazionale tedesca orientale.

## Biografia
In Coppa del Mondo ottenne il primo risultato di rilievo il 14 febbraio 1986 a Oberstdorf (12°) e il primo podio il 15 gennaio 1988 a Štrbské Pleso (2°).
In carriera prese parte a due edizioni dei Giochi olimpici invernali, Calgary 1988 (21° nella 15 km, 22° nella 30 km, 5° nella 50 km) e Albertville 1992 (28° nella 30 km, 26° nella 50 km, 6° nella staffetta), e a una dei Campionati mondiali, Lahti 1989 (6° nella staffetta il miglior risultato).

## Palmarès

### Coppa del Mondo
- Miglior piazzamento in classifica generale: 4º nel 1988
- 4 podi (tutti individuali[1]):
  - 3 secondi posti
  - 1 terzo posto